# Лапчатка многонадрезанная
Лапча́тка многонадре́занная (лат. Potentilla multifida) — многолетнее травянистое растение, вид рода Лапчатка (Potentilla) семейства Розовые (Rosaceae).

## Ботаническое описание
Корневище толстоватое, одетое бурыми остатками отмерших листьев.
Стебли 10—40 см высотой, прямостоящие или распростёртые, в верхней части сжато-ветвистые, обычно довольно многоцветковые, слабо или довольно густо волосистые и войлочные, так же как и черешки листьев, цветоножки и чашечки.
Корневые и нижние стеблевые листья с немногочисленными, большой частью с более-менее сближенными парами листочков, в очертании яйцевидные. Стеблевые листья с широкояйцевидными, обычно расщеплёнными прилистниками. Листочки многократно и неправильно глубоко перисто-раздельные, доли их узколинейные или иногда продолговатые, с завороченными краями, сверху зелёные, прижато-волосистые или почти голые, снизу с тонким, белым или сероватым войлоком, большей частью тусклые.
Цветки на тонких цветоножках, небольшие; наружные чашелистики продолговато-линейные, большей частью одинаковой длины с яйцевидно-ланцетными внутренними; лепестки обратнояйцевидные, слабовыемчатые, едва длиннее чашелистиков, бледно-жёлтые. Тычинок около 20, нити их короткие, пыльники округло-яйцевидные, гладкие или слабо-морщинистые. Столбики с утолщённым основанием, несколько короче зрелой семянки. Цветёт в июне — августе.
Вид описан из Сибири.

## Распространение
Северная Европа: Швеция; Центральная Европа: Швейцария; Южная Европа: север Италии, юго-восток Франции; территория бывшего СССР: Мурманская область, Башкортостан, Алтай, Бурятия, Челябинская, Читинская области, Горно-Алтайская Республика, Иркутская, Кемеровская, Новосибирская, Омская, Томская, Тюменская области, Красноярский край, Тыва, Якутия, Средняя Азия (юго-восток Казахстана, Таджикистан, Туркменистан), Дальний Восток (Амурская область, Хабаровский край, Приморье); Западная Азия: Афганистан, Иран; Монголия, Китай, Непал, Пакистан; Северная Америка: Канада (запад Северо-Западных территорий, Юкон, Онтарио, Квебек, север Манитобы), США (Аляска).
Растёт на лугах (преимущественно степных), каменистых склонах, в редких лесах и на лесных опушках, краях дорог, паровых полях.